# Liste des stations du métro de Bakou
La liste des stations du métro de Bakou recense les stations des trois lignes ouvertes : 13 stations pour la ligne 1 (rouge), 10 stations pour la ligne 2 (verte) et 4 stations pour la ligne 3 (violet).

## Lignes
| #      | Nom     | Service | Longueur | Stations |
| ------ | ------- | ------- | -------- | -------- |
| 1      | Ligne 1 | 1967    | 20,1 km  | 13       |
| 2      | Ligne 2 | 1976    | 14,5 km  | 10       |
| 3      | Ligne 3 | 2016    | 5,7 km   | 4        |
| Total: | Total:  | Total:  | 40,3 km  | 27       |

Cette liste est classée par ligne et par la date d'ouverture des stations.

### Ligne 1 (Ligne rouge)
| Station           | Date d'ouverture | Sorties                                    | Ancien nom        |
| ----------------- | ---------------- | ------------------------------------------ | ----------------- |
| İçərişəhər        | 6 novembre 1967  |                                            | Bakı Soveti       |
| Sahil             | 6 novembre 1967  |                                            | 26 Bakı Komissarı |
| 28 May            | 6 novembre 1967  |                                            | 28 Aprel          |
| Gənclik           | 6 novembre 1967  | rue Fətəli xan Xoyski et Atatürk prospekti |                   |
| Nəriman Nərimanov | 6 novembre 1967  | rue Təbriz et rue Ağa Neymətulla           |                   |
| Ulduz             | 5 mai 1970       |                                            |                   |
| Koroğlu           | 6 novembre 1972  | quai de gare de «8 km» et la gare routière | Məşədi Əzizbəyov  |
| Qara Qarayev      | 6 novembre 1972  |                                            | Avrora            |
| Neftçilər         | 6 novembre 1972  |                                            |                   |
| Bakmil            | 28 mars 1979     |                                            | Elektrozavod      |
| Xalqlar Dostluğu  | 28 avril 1989    |                                            |                   |
| Əhmədli           | 28 avril 1989    |                                            |                   |
| Həzi Aslanov      | 10 décembre 2002 | rue Huda Məmmədov et rue Məhəmməd Hadi     |                   |

### Ligne 2 (Ligne verte)
| Station            | Date d'ouverture | Sorties                          | Ancien nom            |
| ------------------ | ---------------- | -------------------------------- | --------------------- |
| Xətai              | 22 février 1968  |                                  | Şaumyan               |
| Nizami             | 31 décembre 1976 |                                  |                       |
| Elmlər Akademiyası | 31 décembre 1985 |                                  |                       |
| İnşaatçılar        | 31 décembre 1985 |                                  |                       |
| 20 Yanvar          | 31 décembre 1985 |                                  | XI Qızıl Ordu Meydanı |
| Memar Əcəmi        | 31 décembre 1985 | rue Cavadxan                     |                       |
| Cəfər Cabbarlı     | 27 décembre 1993 |                                  |                       |
| Nəsimi             | 9 octobre 2008   |                                  |                       |
| Azadlıq prospekti  | 30 décembre 2009 | 8e quartier et Azadlıq prospekti |                       |
| Dərnəgül           | 29 juin 2011     |                                  |                       |

### Ligne 3 (Ligne violet)
| Station       | Date d'ouverture | Sorties | Ancien nom |
| ------------- | ---------------- | ------- | ---------- |
| Memar Əcəmi-2 | 19 avril 2016    |         |            |
| Avtovağzal    | 19 avril 2016    |         |            |
| 8 Noyabr      | 29 mai 2021      |         |            |
| Xocəsən       | 23 décembre 2022 |         |            |